# 台湾手話
台湾手話（たいわんしゅわ、Taiwan Sign Language or TSL）は台湾で使用される手話である。日本手話語族に属す。
1895年に誕生した。台湾手話の起源は日本の統治下での日本手話である。日本手話と韓国手話、台湾手話の間では約60%の語彙の一致がみられる。

## 歴史
日本統治時代の台湾において、1915に台南、1917年に台北に聾学校が設立され、日本の聾教師によって日本手話がもたらされた。この期間の台湾手話は日本手話と同じ言語であった。1945年、台湾が中華民国に接収されるが、引き続き日本手話が教えられていた。しかし後に、中国大陸で話されていた中国手話に影響され続け、さらに数十年の分離によって、台湾手話は日本手話から離れていった。